# Distrito de Chilete
El distrito de Chilete es uno de los nueve que conforman la provincia de Contumazá, ubicada en el departamento de Cajamarca, bajo la administración del Gobierno regional de Cajamarca, en el norte del Perú. Limita por el norte con el distrito de San Bernardino (provincia de San Pablo); por el sur con el distrito de Santa Cruz de Toledo; por el este con el distrito de Tantarica; y por el oeste con la quebrada de Huertas.

## Historia
El distrito fue creado mediante Ley del 30 de enero de 1933, en el gobierno del Presidente Oscar R. Benavides.

## Geografía
Se localiza en la unión de los ríos Llaminchad (San Pablo), río Huertas (Contumazá) y el río Jequetepeque y Huertas.
- Ríos: Jequetepeque
- Lagos: Erie.

## Capital
Tiene como capital al pueblo de Chilete. Se encuentra ubicada a una altura 847 m s. n. m. Su iglesia principal está dedicada a Santa Teresita del Niño Jesús.

## Autoridades

### Municipales
- 1975-1980
  - Alcalde: Arturo Plasencia Castillo, del Partido Alianza para el Progreso (Perú) (APEP).
  - Regidores:  Ernesto Samuel Vigo Soriano (APEP), Maria Ysabel Llerena Alva Vda. de Chávez (APEP), Raúl Ayay Correa (APEP), Carlos Magno Saldaña Carrera (APEP), Máximo Garcia Chilón (Alianza Cajamarca Siempre Verde - Fuerza 2011).[1]      Juez de Paz: Asisrael Ricardo Garcia Verastegui.

## Producción
Al formar parte de la cuenca del Jequetepeque, esta zona tiene una alta productividad agrícola, destacando: 
El mango, 
la palta, 
la ciruela, 
el arroz,
el maíz.

## Educación
- Institución Educativa Gran Guzmango Cápac.

## Festividades
Feria Patronal en honor a Sta. Teresita del Niño Jesús. Día central el 3 de octubre